# 1969年共产党和工人党国际会议

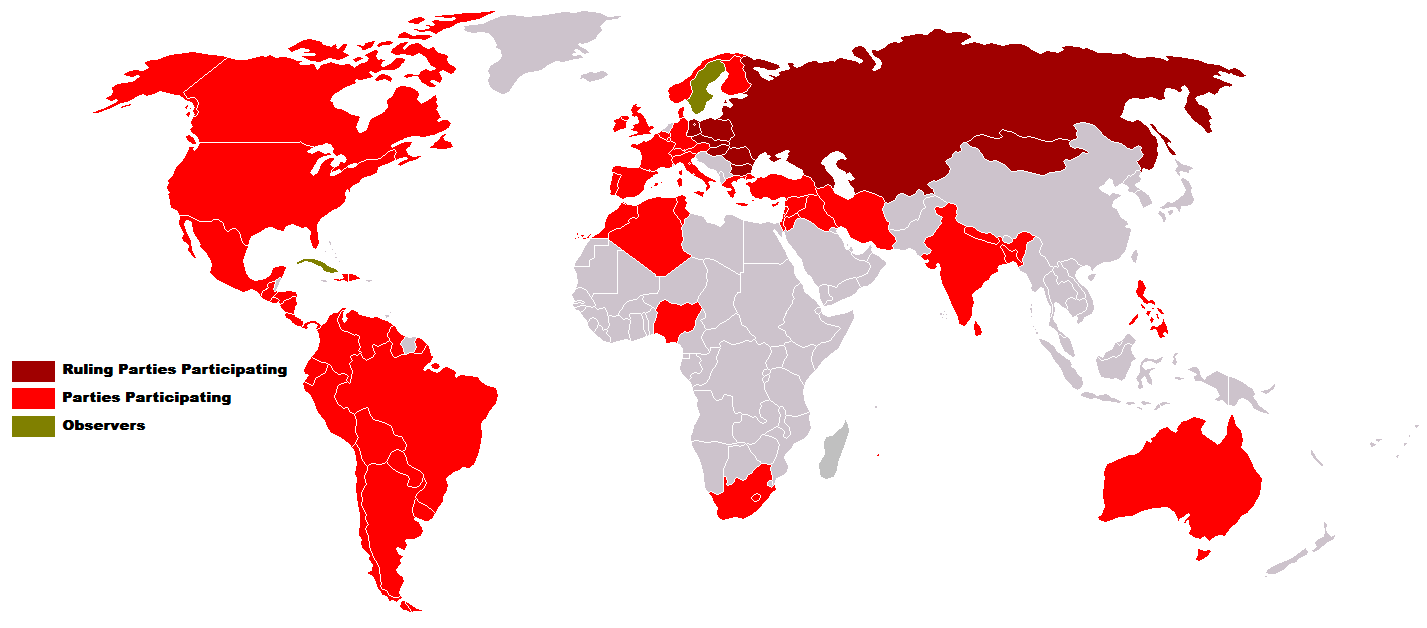
参会政党

共产党和工人党国际会议于1969年6月5日至17日在苏联莫斯科召开，这一会议发生于中苏交恶和华约入侵捷克斯洛伐克之后。此前于1960年在莫斯科举行的类似会议主要围绕在中国共产党和阿尔巴尼亚劳动党一方以及苏联共产党的争执展开，到了这次会议时双方的分裂已经确定。亲中派共产党均未出席本次会议，而欧洲共产主义思潮也在本次会议的几位代表中出现。
在中苏交恶中拒绝表明立场的越南劳动党和朝鲜劳动党均未出席本次会议。
本次会议的两个重点是同反帝国主义力量合作的策略和列宁百年诞辰的庆祝。在这两点上，会议发表了一份文件。有关列宁百年诞辰的文件得到一致通过，有关共产党和反帝力量结盟的文件则被挪威，多米尼加和英国代表团拒绝签字。意大利，圣马力诺，奥地利和留尼汪代表团则只同意文件的四分之一。

## 参会者
括号里是代表团团长。官方文件里隐瞒了一些非法政党，因此本表不包含这些政党。斜体字的代表团表示该党在本国被禁止。

### 社会主义国家
- 保加利亚: 保加利亚共产党 (托多尔·日夫科夫, 中央委员会第一书记)
- 捷克斯洛伐克: 捷克斯洛伐克共产党 (古斯塔夫·胡萨克, 中央委员会第一书记)
- 东德: 德国统一社会党 (瓦尔特·乌布利希, 中央委员会第一书记)
- 匈牙利: 匈牙利社会主义工人党 (卡达尔·亚诺什, 中央委员会第一书记)
- 蒙古: 蒙古人民革命党 (尤睦佳·泽登巴尔, 中央委员会第一书记)
- 波兰: 波兰统一工人党 (瓦迪斯瓦夫·哥穆尔卡, 中央委员会第一书记)
- 罗马尼亚: 罗马尼亚共产党 (尼古拉·齐奥塞斯库, 中央委员会总书记)
- 苏联: 苏联共产党 (列昂尼德·勃列日涅夫, 中央委员会总书记)

### 非洲
- 莱索托: 莱索托共产党
- 尼日利亚: 尼日利亚马列主义者 (通吉·奥特贝耶)[2]
- 留尼汪: 留尼汪共产党 (保罗·维尔吉斯, 总书记)
- 南非: 南非共产党 (J. B. 马克,主席)

### 美洲
- 阿根廷: 阿根廷共产党 (鲁道夫·吉奥尔迪, 中央委员会执行委员)
- 玻利维亚: 玻利维亚共产党 (豪尔赫·科勒, 中央委员会第一书记)
- 巴西: 巴西的共产党 (路易斯·卡洛斯·普列斯特斯, 中央委员会总书记)
- 加拿大: 加拿大共产党 (威廉·卡什坦, 中央委员会总书记)
- 智利: 智利共产党 (路易斯·科瓦兰, 中央委员会总书记)
- 哥伦比亚: 哥伦比亚共产党 (吉尔伯托·维埃拉, 中央委员会总书记)
- 哥斯达黎加: 人民先锋党 (曼纽尔·莫拉, 中央委员会总书记)
- 多米尼加共和国: 多米尼加共产党 (曼努埃尔·桑切斯)
- 厄瓜多尔: 厄瓜多尔共产党 (恩里克·吉尔·吉尔伯托, 中央委员会书记处委员和执行委员)
- 萨尔瓦多: 萨尔瓦多共产党 (卡耶塔诺·卡皮奥, 中央委员会总书记)
- 瓜德罗普: 瓜德罗普共产党 (艾弗蒙·基因, 中央委员会总书记)
- 危地马拉: 危地马拉劳动党 (贝尔纳多·阿尔瓦拉多·蒙松)
- 圭亚那: 人民进步党 (切迪·贾根)[3]
- 海地: 海地共产主义者统一党 (雅克·多西利亚尔)
- 洪都拉斯: 洪都拉斯共产党 (马里奥·莫拉莱斯, 中央委员会第一书记)
- 马提尼克: 马提尼克共产党 (沃尔特·吉托, 中央政治局委员)
- 墨西哥: 墨西哥共产党 (阿诺尔多·马丁内斯·维尔杜戈, 中央委员会第一书记)
- 尼加拉瓜: 尼加拉瓜社会党 (罗伯特·桑托斯)
- 巴拿马: 巴拿马人民党
- 巴拉圭: 巴拉圭共产党 (马西尔·坎波斯, 中央委员会书记处和中央监察委员会委员)
- 秘鲁: 秘鲁共产党 (豪尔赫·普拉多·查韦斯, 中央委员会总书记)
- 波多黎各: 波多黎各共产党 (菲利克斯·奥赫达, 中央委员会书记)
- 乌拉圭: 乌拉圭共产党 (罗德内·阿里斯门迪, 中央委员会第一书记)
- 美国: 美国共产党 (格斯·霍尔, 中央委员会总书记)
- 委内瑞拉: 委内瑞拉共产党 (耶稣·法里亚, 中央委员会总书记)

### 亚洲
- 斯里兰卡: 斯里兰卡共产党 (S.A.维克拉马辛哈, 主席)
- 印度: 印度共产党 (S.A. Dange, 全国委员会主席)[4]
- 巴基斯坦: 东巴基斯坦共产党

### 中东
- 阿尔及利亚: 社会主义先锋党 (拉比·布哈利)
- 伊朗: 伊朗人民党 (礼萨·拉德马内什, 中央委员会第一书记)
- 伊拉克: 伊拉克共产党 (阿齐兹·穆罕默德, 中央委员会第一书记)
- 以色列: 以色列共产党 (梅尔·维尔纳, 中央委员会总书记)
- 约旦: 约旦共产党 (富阿德·纳萨尔, 中央委员会第一书记)
- 摩洛哥: 解放与社会主义党 (阿里·亚塔, 中央委员会总书记)
- 黎巴嫩: 黎巴嫩共产党
- 苏丹: 苏丹共产党 (阿卜杜勒·哈利克·马赫布, 中央委员会总书记)
- 叙利亚: 叙利亚共产党 (哈立德·巴格达什, 中央委员会总书记)
- 突尼斯: 突尼斯共产党 (穆罕默德·哈梅尔)
- 土耳其: 土耳其共产党 (雅库布·德米尔, 中央委员会第一书记)

### 大洋洲
- 澳大利亚: 澳大利亚共产党 (劳里·阿伦斯, 全国书记)

### 西欧
- 奥地利: 奥地利共产党 (弗朗茨·穆赫里, 主席)
- 比利时: 比利时共产党 (马克·德鲁莫, 主席)
- 英国: 大不列颠共产党 (约翰·戈兰, 总书记)
- 塞浦路斯: 劳动人民进步党 (希西家·帕帕约安努, 总书记)
- 丹麦: 丹麦共产党 (克努德·耶斯佩森, 主席)
- 芬兰: 芬兰共产党 (阿尔内·沙里宁, 主席)
- 法国: 法国共产党 (瓦尔德克·罗切特, 总书记)
- 希腊: 希腊共产党 (康斯坦丁诺斯·科利吉安尼斯, 中央委员会第一书记)
- 爱尔兰: 爱尔兰工人党 (迈克尔·奥赖尔丹, 中央执行委员会总书记)
- 意大利: 意大利共产党 (恩里科·贝林格, 副总书记)
- 卢森堡: 卢森堡共产党 (多米尼克·欧班尼, 主席)
- 北爱尔兰: 北爱尔兰共产党 (休·墨菲, 执行委员会委员)
- 挪威: 挪威共产党 (雷达尔·拉森, 主席)
- 葡萄牙: 葡萄牙共产党 (阿尔瓦罗·库尼亚尔, 总书记)
- 圣马力诺: 圣马力诺共产党 (埃梅内吉尔多·加斯佩罗尼, 总书记)
- 西班牙: 西班牙共产党 (圣地亚哥·卡里略, 总书记)
- 瑞士: 瑞士劳动党 (雅各布·莱切特, 中央委员会书记)
- 西柏林: 西柏林统一社会党 (格哈德·丹尼柳斯, 主席)
- 西德: 德国共产党 (马克斯·莱曼, 中央委员会第一书记)

## 观察员
- 古巴: 古巴共产党 (卡洛斯·拉斐尔·罗德里格斯, 中央委员会书记处委员)[5]
- 瑞典: 左翼党－共产党人 (拉尔斯·维尔纳, 副主席)